# Mongollärka
Mongollärka (Melanocorypha mongolica) är en asiatisk fågel i familjen lärkor inom ordningen tättingar.

## Utseende och läten
Mongollärkan är en stor (18-22 cm) och blek lärka med mycket kraftig näbb. Ansiktet är enfärgat sandbrunt och öppet, med bred ögoring och ett streck bakåt från ögat. Tvärs över strupen eller övre delen av bröstet från sidan av halsen syns ett brett svart band. Undersidan i övrigt är vit på hakan övergående till smutsvitt mot undergumpen med rostfärgad anstrykning på flankerna. Ovansidan är varmbrun på hjässa och nacke, manteln svartstreckat gråbrun samt brunsvart på övergump och stjärt, den senare med vita ytterpennor. Vingarna är brunsvarta med beigefärgade kanter på täckare och tertialer och breda vita kanter på vingpennorna, väl synliga i flykten. Lätena består av olika hårda och ljusa toner.

## Utbredning
Mongollärkan häckar på högt belägna stäpper i Mongoliet och angrände delar av norra Kina och Ryssland. Arten är stannfågel eller kortflyttare, där nordliga populationer lämnar häckningsområdet helt och flyttar något söderut.

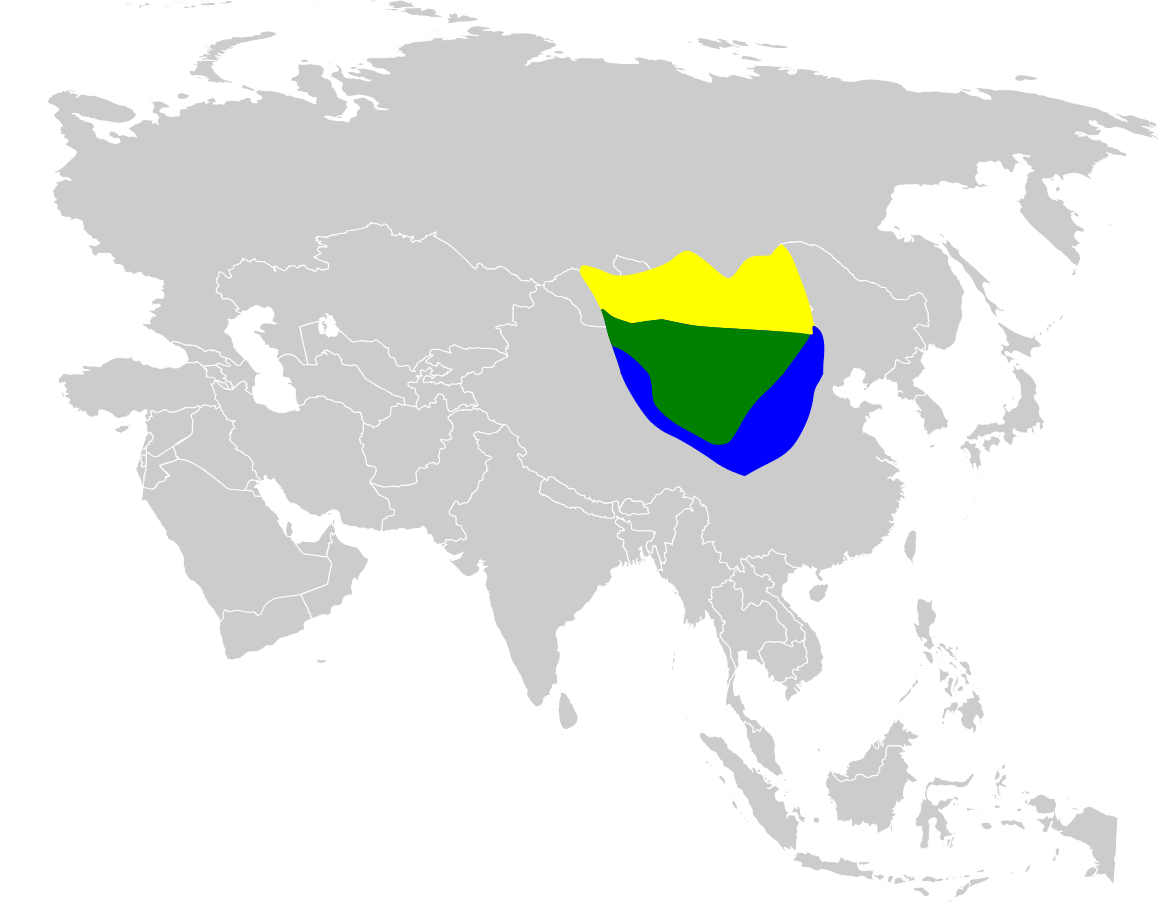
Mongollärkans utbredningsområde, där gult är sommartid, blått vintertid och grönt är åretrunt.

## Systematik
Fram tills nyligen ansågs mongollärkan stå nära vitvingad lärka med anledning av likartat utseende, men DNA-studier visar förvånande nog att den senare snarare hör hemma i sånglärkesläktet Alauda. Istället är mongollärkan systerart till tibetlärkan (Melanocorypha maxima). Den behandlas som monotypisk, det vill säga att den inte delas in i några underarter.

## Levnadssätt
Mongollärkan föredrar rätt torra gräsmarker, helst med fläckar av tätare och mer högvuxet gräs. Födan består av frön och ryggradslösa djur, men är inte känd i detalj. Även kunskapen om dess häckningsbiologi är begränsad. Den häckar huvudsakligen mellan april och augusti, vanligen två kullar.

## Status och hot
Arten har ett stort utbredningsområde och en stor population med stabil utveckling och tros inte vara utsatt för något substantiellt hot. Utifrån dessa kriterier kategoriserar internationella naturvårdsunionen IUCN arten som livskraftig (LC). Världspopulationen har inte uppskattats men den beskrivs som ovanlig till lokalt vanlig.